# 黑森州弗里德贝格
黑森州弗里德贝格（德語：Friedberg (Hessen)），简称弗里德贝格（德語：Friedberg，發音：[ˈfʁiːtˌbɛʁk] ⓘ），是德国黑森州达姆施塔特行政区韦特劳县的城市，也是韦特劳县的县治，面积50.18平方千米，2023年12月31日人口为31,131人。